# Ligdia plumbosa
Ligdia plumbosa är en fjärilsart som beskrevs av Edward Alfred Cockayne 1950. Ligdia plumbosa ingår i släktet Ligdia och familjen mätare. Inga underarter finns listade i Catalogue of Life.